# Aristias
Aristias (en griego antiguo: Ἀριστίας), hijo de Pratinas, fue un poeta dramático de la Antigua Grecia cuya tumba Pausanias vio en Fliunte, y cuyos dramas satíricos, junto con los de su padre, se consideraban solo superados por los de Esquilo.
Es mencionado en la vida de Sófocles como uno de los poetas con los que éste polemizó. Además de dos dramas, que eran sin duda obras satíricas, el Keres (Κῆρες) y el Cíclope Κύκλωψ, escribió otros tres, Anteo (Ἀνταῖος), Orfeo (Ὀρφεύς), y Atalanta (Ἀταλάντη), que pueden haber sido tragedias, según Ateneo.